# Lijst van rijksmonumenten in Camerig
De plaats Camerig telt 11 inschrijvingen in het rijksmonumentenregister. Hieronder een overzicht.
| Object                                                                              | Oorspronkelijke functie? | Bouwjaar              | Architect | Locatie    | Coördinaten?                  | Nr.?  | Afbeelding                                                  |
| ----------------------------------------------------------------------------------- | ------------------------ | --------------------- | --------- | ---------- | ----------------------------- | ----- | ----------------------------------------------------------- |
| Hoeve van vakwerk onder een zadeldak met het nr 2. Topgevel van breuksteen          | Boerderij                | 18e-19e eeuw          |           | Camerig 1  | 50° 45' 56" NB, 5° 55' 60" OL | 36637 | Meer afbeeldingen                                           |
| Hoeve van vakwerk onder een zadeldak met het nr 1. Topgevel van breuksteen. Bakhuis | Boerderij                | 17e-18e eeuw          |           | Camerig 2  | 50° 45' 57" NB, 5° 55' 59" OL | 36639 | Meer afbeeldingen                                           |
| Vakwerkhuis; voorgevel vernieuwd in baksteen. Bakhuis van vakwerk                   | Woonhuis                 | 18e eeuw              |           | Camerig 3  | 50° 46' 0" NB, 5° 55' 56" OL  | 36640 | Meer afbeeldingen                                           |
| Hoeve van vakwerk, gelegen haaks t.o.v. nr 5. Bespijkerde deur                      | Boerderij                | 1613 (ingangslatei)   |           | Camerig 4  | 50° 46' 1" NB, 5° 55' 54" OL  | 36641 | Meer afbeeldingen                                           |
| Hoeve van vakwerk, gelegen haaks t.o.v. nr 4. Bakhuis van vakwerk                   | Boerderij                | eerste helft 19e eeuw |           | Camerig 5  | 50° 46' 1" NB, 5° 55' 53" OL  | 36642 | Meer afbeeldingen                                           |
| Vakwerkhoeve, bestaande uit woonhuis en schuur evenwijdig naast elkaar gelegen      | Boerderij                | 18e eeuw              |           | Camerig 6  | 50° 46' 7" NB, 5° 55' 52" OL  | 36643 | Meer afbeeldingen                                           |
| Huis van vakwerk                                                                    | Woonhuis                 | 18e-19e eeuw          |           | Camerig 7  | 50° 46' 8" NB, 5° 55' 51" OL  | 36644 | Meer afbeeldingen                                           |
| Huis grotendeels van vakwerk. Witgeverfd                                            | Boerderij                | 18e-19e eeuw          |           | Camerig 8  | 50° 46' 8" NB, 5° 55' 51" OL  | 36645 | Huis grotendeels van vakwerk. Witgeverfd                    |
| Huis grotendeels van vakwerk, nr 9 van baksteen. Witgeverfd                         | Woonhuis                 | 18e-19e eeuw          |           | Camerig 9  | 50° 46' 8" NB, 5° 55' 51" OL  | 36646 | Huis grotendeels van vakwerk, nr 9 van baksteen. Witgeverfd |
| Huis grotendeels van vakwerk. Witgeverfd                                            | Woonhuis                 | 18e-19e eeuw          |           | Camerig 7B | 50° 46' 8" NB, 5° 55' 50" OL  | 36647 | Huis grotendeels van vakwerk. Witgeverfd                    |
| Boerenhuis van vakwerk, met verdieping en wolfdak                                   | Boerderij                | 18e eeuw              |           | Camerig 22 | 50° 46' 23" NB, 5° 55' 25" OL | 36648 | Meer afbeeldingen                                           |